# Annika Loske
Annika Loske (Berlín, 17 de mayo de 1998) es una deportista alemana que compite en piragüismo en la modalidad de aguas tranquilas.
Ganó cinco medallas en el Campeonato Mundial de Piragüismo, entre los años 2018 y 2024, y una medalla de plata en el Campeonato Europeo de Piragüismo de 2022.
En los Juegos Europeos de Cracovia 2023 consiguió una medalla de bronce en la prueba de C2 200 m mixto.

## Palmarés internacional
| Campeonato Mundial | Campeonato Mundial          | Campeonato Mundial | Campeonato Mundial |
| Año                | Lugar                       | Medalla            | Competición        |
| ------------------ | --------------------------- | ------------------ | ------------------ |
| 2018               | Montemor-o-Velho (Portugal) | Medalla de plata   | C1 5000 m          |
| 2022               | Halifax (Canadá)            | Medalla de plata   | C1 5000 m          |
| 2022               | Halifax (Canadá)            | Medalla de bronce  | C1 1000 m          |
| 2023               | Duisburgo (Alemania)        | Medalla de plata   | C4 500 m           |
| 2024               | Samarcanda (Uzbekistán)     | Medalla de plata   | C1 5000 m          |
| Juegos Europeos    |                             |                    |                    |
| Año                | Lugar                       | Medalla            | Competición        |
| 2023               | Cracovia (Polonia)          | Medalla de bronce  | C2 200 m mixto     |
| Campeonato Europeo |                             |                    |                    |
| Año                | Lugar                       | Medalla            | Competición        |
| 2022               | Múnich (Alemania)           | Medalla de plata   | C1 5000 m          |